# Invasion (Manilla Road)
Invasion è il primo lavoro in studio dei Manilla Road, registrato nel 1979 e pubblicato l'anno successivo.

## Tracce
1. The Dream Goes On – 6:32
2. Cat and Mouse – 8:19
3. Far Side of the Sun – 8:09
4. Street Jammer – 5:18
5. Centurian War Game – 3:42
6. The Empire – 13:32

## Formazione
- Mark Shelton – voce, chitarra
- Scott Park – basso
- Rick Fischer – batteria